# کلایو کولبریج
کلایو کولبریج (انگلیسی: Clive Colbridge؛ زادهٔ ۲۷ آوریل ۱۹۳۴) بازیکن فوتبال اهل بریتانیا است.
از باشگاه‌هایی که در آن بازی کرده‌است می‌توان به باشگاه فوتبال یورک سیتی، باشگاه فوتبال لیدز یونایتد، باشگاه فوتبال وورکینگتون ای. اف. سی، باشگاه فوتبال آلترینچام، باشگاه فوتبال کرو آلکساندرا، باشگاه فوتبال منچستر سیتی، و باشگاه فوتبال ورکسام اشاره کرد.